# Fekete-víz (Nógrád vármegye)
A Fekete-víz a Cserhátban ered, Herencsény településtől délkeletre, Nógrád vármegyében, mintegy 310 méteres tengerszint feletti magasságban. A patak forrásától kezdve nyugati-északnyugati irányban halad, majd Patvarc Észak-keleti részénél éri el az Ipolyt.

## Állatvilága
A patak halfaunáját a következő halak alkotják: bodorka (Rutilus rutilus), csuka (Esox lucius), domolykó (Leuciscus cephalus), ezüstkárász (Carassius gibelio),  fenékjáró küllő* (Gobio gobio), halványfoltú küllő (Gobio albipinnatus), kövi csík (Barbatula barbatula), küsz (Alburnus alburnus), márna (Barbus barbus), nyúldomolykó (Leuciscus leuciscus), szivárványos ökle (Rhodeus amarus), razbóra (Pseudorasbora parva), réti csík (Misgurnus fossilis), sujtásos küsz* (Alburnoides bipunctatus), sügér (Perca fluviatilis), vágó csík (Cobitis elongatoides), vörösszárnyú keszeg (Scardinius erythrophthalmus).

## Part menti települések
- Herencsény
- Cserhátsurány
- Cserháthaláp
- Mohora
- Szügy
- Patvarc